# Carina Edlinger
Carina Edlinger (* 13. August 1998 in Bad Ischl) ist eine österreichische Behindertensportlerin. Sie startet im Para-Skilanglauf.

## Werdegang
Edlinger, die die Ski-Akademie Schladming besucht, begann bereits 2008 als 10-Jährige mit dem Skisport.
Als noch sehende Sportlerin gewann sie mit der Österreichischen Staffel den Staatsmeistertitel im Skilanglauf.
Nach der Erkrankung an Morbus Stargardt (seltener Gendefekt im Netzhautbereich) in den Jahren der Pubertät und der fortschreitenden Erblindung begann sie 2015 gemeinsam mit ihrem zwei Jahre jüngeren Bruder Julian, der selbst das Nordische Ausbildungszentrum in Eisenerz als Skilangläufer absolvierte, als Guide mit dem Paralanglauf.
In ihrer ersten Saison holte sie bei den Nordischen Skiweltmeisterschaften der Behinderten 2017 in Finsterau im Skating-Sprint, mit ihrem Bruder Julian als Guide, als erste Österreicherin eine Langlauf-Goldmedaille.
Insgesamt holte sie zwei Mal Gold und ein Mal Bronze.
Schlussendlich konnte sich Edlinger noch den Gesamtweltcupsieg der Saison 2016/17 sichern.
Am 17. März 2018 holte die 19-Jährige im Team mit ihrem Bruder Julian bei den Winter-Paralympics in Pyeongchang die Bronzemedaille über 7,5 km im klassischen Stil für Sehbehinderte.
Am 9. März 2022 gewann Carina Edlinger erstmals die paralympische Goldmedaille, im Para-Skilanglauf-Sprint Freistil-Bewerb der sehbehinderten Frauen, und somit die 6. von insgesamt 13 Medaillen für das Paralympic Team Austria bei den Winter-Paralympics in Peking.
Sie lebt heute in Fuschl am See (Salzburg).
Anfang Juli 2025 wurde bekannt, dass Carina Edlinger einen Nationenwechsel plante und künftig für Tschechien mit der  Petra Hynčicová als Guide starten wolle. Als Grund nannte sie den fehlenden Rückhalt von Seiten des ÖSV; auch habe sie in den letzten Jahren weniger Förderungen erhalten. Dieser Verbandswechsel wurde jedoch von der FIS in ihrer Sitzung vom 12. Juni 2025 bereits vorläufig zurückgestellt, da Nachweise über einen dauerhaften Wohnort im Gebiet des neuen Verbands für die letzten zwei Jahre noch nicht vorlagen.

## Auszeichnungen
- 2017: Bei der Leonidas-Sportgala wurde sie als „Rookie of the Year“ mit dem „Goldenen Löwen“ ausgezeichnet.[5][3]
- 2021: Sportlerin des Jahres mit Behinderung[13]
- 2022: Paralympische Goldmedaille im Para-Skilanglauf-Sprint Freistil-Bewerb bei den Winter-Paralympics in Peking
- 2022: Ehrenlorbeer des Salzburger Sports in Gold[14]